# Jean Puy
Jean Puy (* 7. November 1876 in Roanne; † 6. März 1960 ebenda) war ein französischer Maler. Er wird dem Kreis der „Fauves“ zugeordnet.

## Leben und Werk
Nach dem Architekturstudium an der Ecole des Beaux-Arts in Lyon besuchte Puy von 1898 an die Académie Julian in Paris. 1899 wurde er in der Académie Carrière aufgenommen. Er schloss Freundschaft mit André Derain und Henri Matisse. Matisse vermittelte ihm die eigene Hochschätzung für Cézanne. Von 1900 an beteiligte er sich am Salon des Indépendants. 1903 stellte er beim ersten Salon d’Automne aus. Zunächst war Puy Impressionist, teilte jedoch ab 1905 die Bestrebungen der Fauves. Im Gegensatz zu seinen Kollegen bevorzugte er die ruhige Fülle der Formen und die leuchtenden Töne gegenüber der Übersteigerung. Puy behielt seine lichte Malweise bei.
Nachdem er von der deutschen Besatzung geflohen war, kehrte er ins heimatliche Roanne zurück und blieb dort. Auf Vollard, mit dem er siebzehn Jahre lang zusammengearbeitet hatte, folgten die Kunsthändler Blot, Druet und Bernheim. Weiterhin der traditionellen Malerei verpflichtet, berühmt für seine Meisterschaft des Helldunkels und für seine Seestücke und stets überaus präzise in seinen Akten, hatte Puy nur ein Ziel: „Das Leben in seine Bilder zu holen.“
Werke Puys befinden sich im Musée Joseph Déchelette, Roanne, im Musée National d’Art Moderne, Paris sowie in der Stiftung Oscar Ghez, Genf.